# Striatorsidis striatipennis
Striatorsidis striatipennis är en skalbaggsart som beskrevs av Stefan von Breuning 1960. Striatorsidis striatipennis ingår i släktet Striatorsidis och familjen långhorningar. Inga underarter finns listade i Catalogue of Life.